# 콤플렉스 (영화)
콤플렉스(일본어: クロユリ団地)는 2013년 공개된 나카타 히데오 감독의 일본의 공포 영화이다. 제5회 오키나와 국제 영화제에서 2013년 3월 24일 선행 상영되었다. 스핀오프 드라마로 《쿠로유리 단지 ~서장~》(일본어: クロユリ団地〜序章〜)이 2013년 4월부터 방송되었다.

## 줄거리
간호대 학생 아스카는 가족과 함께 낡은 아파트 단지로 이사한다. 옆집 노인 시노자키에게 인사를 건네지만 반응이 없고, 그의 조카 미노루와 친해진다. 아스카는 시노자키의 집에서 긁는 소리와 알람 소리를 듣는 등 기이한 현상을 경험한다. 또한 매일 반복되는 가족들의 행동과 대화에 불안감을 느낀다. 결국 시노자키가 벽을 긁다가 죽은 것을 발견하고, 그가 죽은 지 3일이나 되었다는 사실에 충격을 받는다. 아스카는 시노자키가 자신을 빨리 발견하지 못한 것에 원한을 품었다고 생각한다.
청소업자 신이치로부터 산 자와 죽은 자는 시간의 흐름을 다르게 느낀다는 것을 알게 된 아스카는 시노자키의 영혼이 자신에게 해를 끼치려는 것이 아니라 발견해준 것에 감사하고 위험을 경고하려 한다는 것을 알게 된다. 사실 아스카를 괴롭히는 존재는 13년 전 숨바꼭질 도중 쓰레기 소각로에서 불에 타 죽은 아파트 단지 아이 미노루였다. 아스카는 미노루를 죽은 동생의 대체재로 여기고 점점 폐쇄적이고 우울해진다. 신이치와 그의 친구인 영매 노노무라가 아스카에게서 미노루의 영혼을 쫓아내려 하지만, 미노루는 아스카의 가족의 마지막 기억을 보여주며 아스카를 유혹한다.
신이치는 식물인간 상태인 여자친구의 환영에 속아 미노루를 아스카의 집으로 들여보내고, 노노무라는 죽임을 당한다. 결국 아스카는 신이치의 목숨과 바꾸어 미노루의 놀이 친구가 되기로 하지만, 신이치는 아스카를 밀어내고 대신 미노루의 환영에 빠져 소각로에서 불에 타 죽는다. 아파트 바닥을 긁으며 비명을 지르는 아스카는 양부모에게 돌아가지만, 죽은 가족들을 중얼거리고 동생 인형을 끌어안은 채 불안한 모습을 보인다.

## 출연

### 주연
- 마에다 아츠코
- 나리미야 히로키

### 조연
- 카츠무라 마사노부
- 니시다 나오미
- 다나카 소세이
- 타카하시 마사야
- 테즈카 사토미

## 기타
- 조감독: 사이키 류이치
- 미술: 야우치 쿄코